# Georg Wiinblad
Georg Wiinblad, född 15 april 1880 i Köpenhamn, död 1965, var en dansk journalist, redaktör, filmkritiker och manusförfattare. 

## Filmmanus
- 1916 – Kampen om hans hjärta